# Stacy Wilson
Stacy Eleanor Wilson (* 12. Mai 1965 in Moncton, New Brunswick) ist eine ehemalige kanadische Eishockeynationalspielerin.

## Leben
Wilson besuchte die JMA Armstrong High School und studierte an der Acadia University Sport.
Sie gewann bei den Olympischen Winterspielen 1998 die Silbermedaille. Bei der Eishockey-Weltmeisterschaft gewann sie mit der kanadischen Frauen-Nationalmannschaft in den Jahren 1990, 1992, 1994 und 1997 jeweils die Goldmedaille. Beim 4 Nations Cup gewann sie 1996 die Goldmedaille und 1997 die Silbermedaille. Bei der Eishockeymeisterschaft des Pazifiks gewann sie 1995 und 1996 die Goldmedaille. Von 1997 bis 1998 war sie Mannschaftskapitänin der kanadischen Eishockeynationalmannschaft.

## Erfolge und Auszeichnungen
- 1990 Goldmedaille bei der Weltmeisterschaft
- 1992 Goldmedaille bei der Weltmeisterschaft
- 1994 Goldmedaille bei der Weltmeisterschaft
- 1995 Goldmedaille bei der Eishockeymeisterschaft des Pazifiks
- 1996 Goldmedaille bei der Eishockeymeisterschaft des Pazifiks
- 1997 Goldmedaille bei der Weltmeisterschaft
- 1998 Silbermedaille bei den Olympischen Winterspielen
- 2007 Aufnahme in die New Brunswick Sports Hall of Fame
- Acadia Sports Hall of Fame